# Abies spectabilis
Abies spectabilis és una espècie de conífera de la família Pinaceae. Hi ha poblacions naturals a l'Afganistan, Xina (Tibet), l'Índia, i Nepal.

## Descripció
És un arbre perenne que aconsegueix els 60 metres d'altura, té una capçada cònica i branques horitzontals. La seva escorça és de color gris fosc i textura rugosa. Les seves fulles són ascendents, amb una tonalitat verd fosc i una depressió en forma de lletra V.
Els fruits d'aquestes gimnospermes són cons cilíndrics o pinyes, de 14 a 20 cm de llarg i uns 7 cm d'ample, morats quan són joves, marrons quan són madurs; les escates, que amaguen les bràctees, fan 1,5-2 cm d'ample.

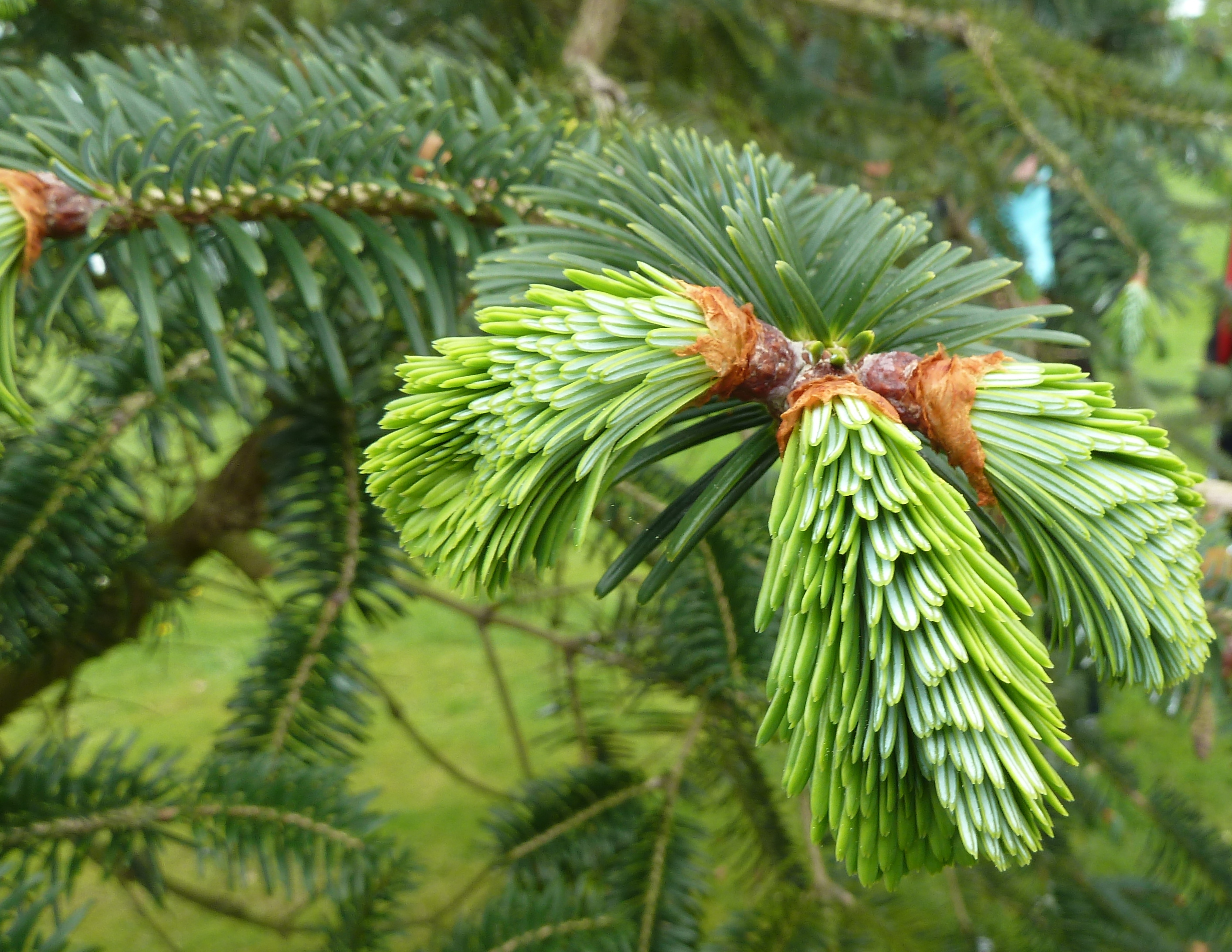
Brots vegetatius d'un exemplar en Bowood Arboretum, Anglaterra.

## Hàbitat
És una espècie de pis muntanyós superior i subalpí de l'Himàlaia, i s'estén des de l'Índia fins a Bhutan, entre els 3.000 i 4.200 m d'altitud. Per sobre dels 3.500 msnm creix en masses pures, per sota s'associa a Picea i altres gèneres.

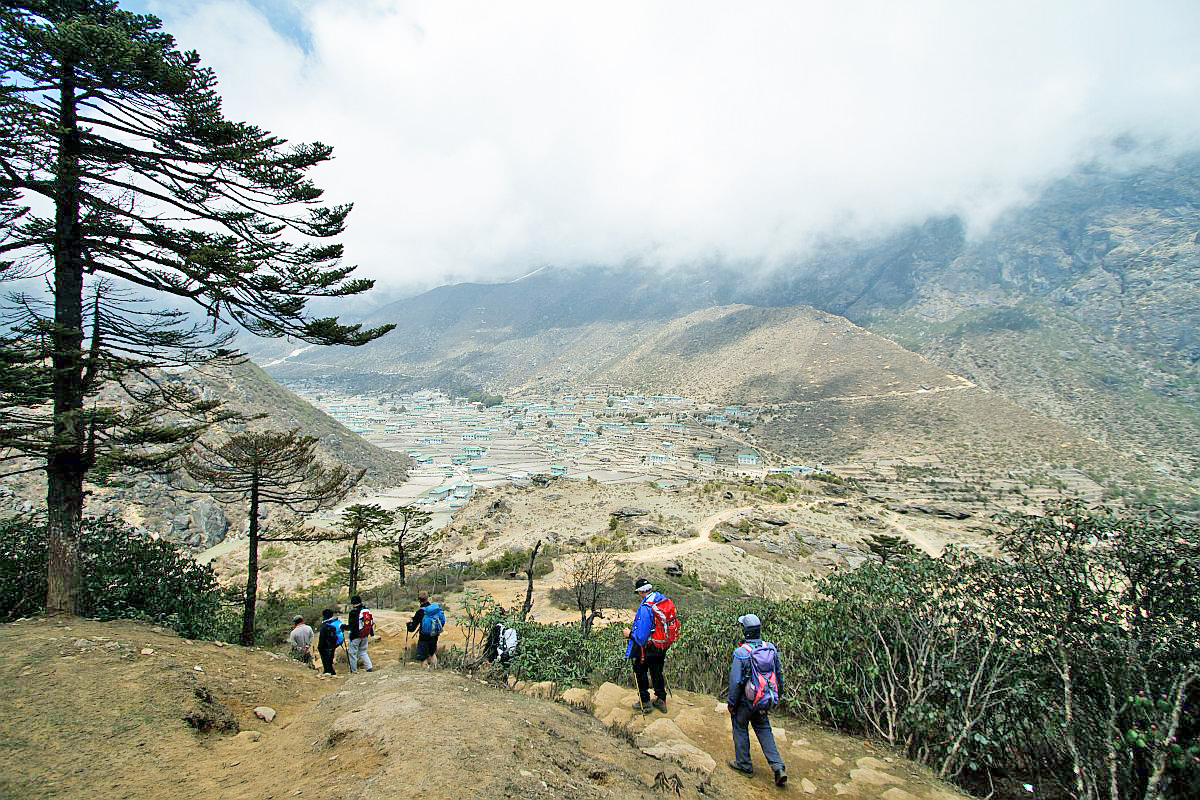
Exemplar d' Abies spectabilis a l'esquerra de la imatge. El poblat de la fotografia és el la base de camp per les ascensions a l'Everest i d'altres puigs en el Parc Nacional Sagarmatha, Nepal.

Abies spectabilis té una àmplia distribució, però ha patit tales i desforestacions, sobretot a les cotes més baixes. El 2011, la UICN la va valorar com a "gairebé amenaçada".

### Estudis del canvi climàtic
S'ha trobat que el bosc d'A. spectabilis al Nepal està estenent la típica capçada tancada i apujant la cota màxima del seu hàbitat muntanyós en resposta al canvi climàtic (Tiwari et al. 2017).
D'altres paràmetres com ara la densitat d'exemplars respecte la superfície, el creixement en diàmetre de la capçada, els anells de creixement i d'altres, indiquen l'evidència de canvis en les comunitats vegetals de l'Himàlaia.

## Usos
La seva fusta s'usa en construccions, fusteria general, llumins i caixes.
La fusta s'utilitza en la construcció, en particular per a la construcció de parts interiors de cases, similar a la d'Abies pindrow; no obstant això, els nivells molt elevats del seu hàbitat fan que Abies spectabilis sigui econòmicament menys important; Un altre ús particular de la seva fusta és en la fabricació de caixes de te. Un altre ús és el que permet fer un tint amb les pinyes de color morat.
La primera indústria mecanitzada basada en la fusta, en forma de fàbrica de llumins, es va establir només el 1938. Els successius plans de cinc anys han destacat el desenvolupament d'indústries basades en materials indígenes; l'acceleració del desenvolupament industrial i la contribució dels boscos al desenvolupament econòmic, social i industrial del país. No obstant això, les indústries basades en la fusta no han avançat gaire a causa d'una sèrie de restriccions.

### La recol·lecció de la fusta
A Nepal hi predominen dos corrents de recol·lecció de fusta. El primer és la recol·lecció manual i bruta per part dels vilatans. L'altra passa a través d'agències governamentals. Les tècniques de recol·lecció requereixen molta mà d'obra i només una mica més mecanitzades que les que utilitzen els pobles Les serres manuals i mecàniques s'utilitzen per a tala, descens i retallat. Els carros bullock s'utilitzen per portar els troncs als dipòsits, des d'on es carreguen manualment en camions que els porten al molí. Actualment no es planifica cap indústria que requereixi grans volums de registres en períodes curts. Per tant, és poc probable que les tècniques de recol·lecció de fusta canviïn molt, tret de la introducció d'eines de mà millors.

### Serradora
Es calcula que el 86% del consum de fusta es produeix fora de les unitats industrials, com ara el consum rural. Les serres industrials les fan serradores privades. Aquestes màquines són totes tècnicament similars, formats per una serra de banda horitzontal amb un carruatge molt senzill i una serra de banda vertical per segones passades de serra. L'energia és subministrada per electricitat o motor dièsel. Les fàbriques de serres privades tenen llicència sense rebre tenir en compte quotes de volum de fusta i depenen de les empreses paraestatals de subministrament de fusta. La indústria de serra subministra a les poblacions amb fusta de serra, on s'utilitza per a mobles, fusteria, material de construcció i encofrats.

### Indústria del moble
La indústria del moble del Nepal inclou fàbriques modernes, centenars de petits tallers i milers de fusters individuals. Per satisfer la demanda futura, hi ha lloc per a fàbriques modernes addicionals. Les fàbriques existents ja no poden funcionar a ple rendiment per falta de matèries primeres. Si bé els mobles tenen un potencial d'exportació, ja que el seu valor afegit podria superar l'elevat cost de transport, hi ha problemes que caldria resoldre en el subministrament de matèries primeres, la qualitat del producte, els dissenys adequats i el coneixement dels mercats d'exportació.

### Contraplacat
Hi ha dues fàbriques de contraplacat al Nepal que tenen una capacitat de producció total de 62.300 m². Els dos molins tenen maquinària antiga i requereixen molta mà d'obra. A causa de l'escassetat de matèries primeres, aquests molins funcionen amb una capacitat d'un 52%. No hi ha dades fiables sobre el consum de fusta contraplacat al Nepal perquè hi ha un flux no registrat a la frontera des de l'Índia. Però es calcula que les dues terceres parts de la demanda local es compleixen amb les importacions de l'Índia.

### Artesania de fusta
A tot el país s'elaboren manualitats de fusta a nivell de la indústria agrícola. No hi ha estimacions del volum ni del valor de la producció artesana per al conjunt del país. Tanmateix, per a la vall de Katmandú les indústries artesanes utilitzen 4300 m³ de fusta serrada i el valor de la seva producció s'estima en 1 milió de dòlars americans (MPFS, 1988).
Tot i que el volum requerit no és gran, els productors no obtenen regularment fusta de bona qualitat. Aquest problema està dificultant les possibilitats d'exportació de la indústria.

### Indústria Paperera
En l'actualitat, les fàbriques de paper del Nepal utilitzen matèries primeres que no són fustes com l'herba sabai (Eulaliopsis binata), la palla i el paper de rebuig. Encara no hi ha previst un peu (arbre) per passar a la fàbrica de pasta i paper a base de fusta al Nepal. Per tal de ser autosuficients a l'hora d'imprimir i redactar papers, el Nepal haurà d'establir noves instal·lacions.

El tradicional paper lokta fabricat a mà en Nepal està elaborat amb l'escorça interior fibrosa d'arbusts de fulla perenne d'alta elevació principalment de dues espècies de Daphne (planta): Daphne bholua i Daphne papyceacea, conegudes com a matolls de lokta.

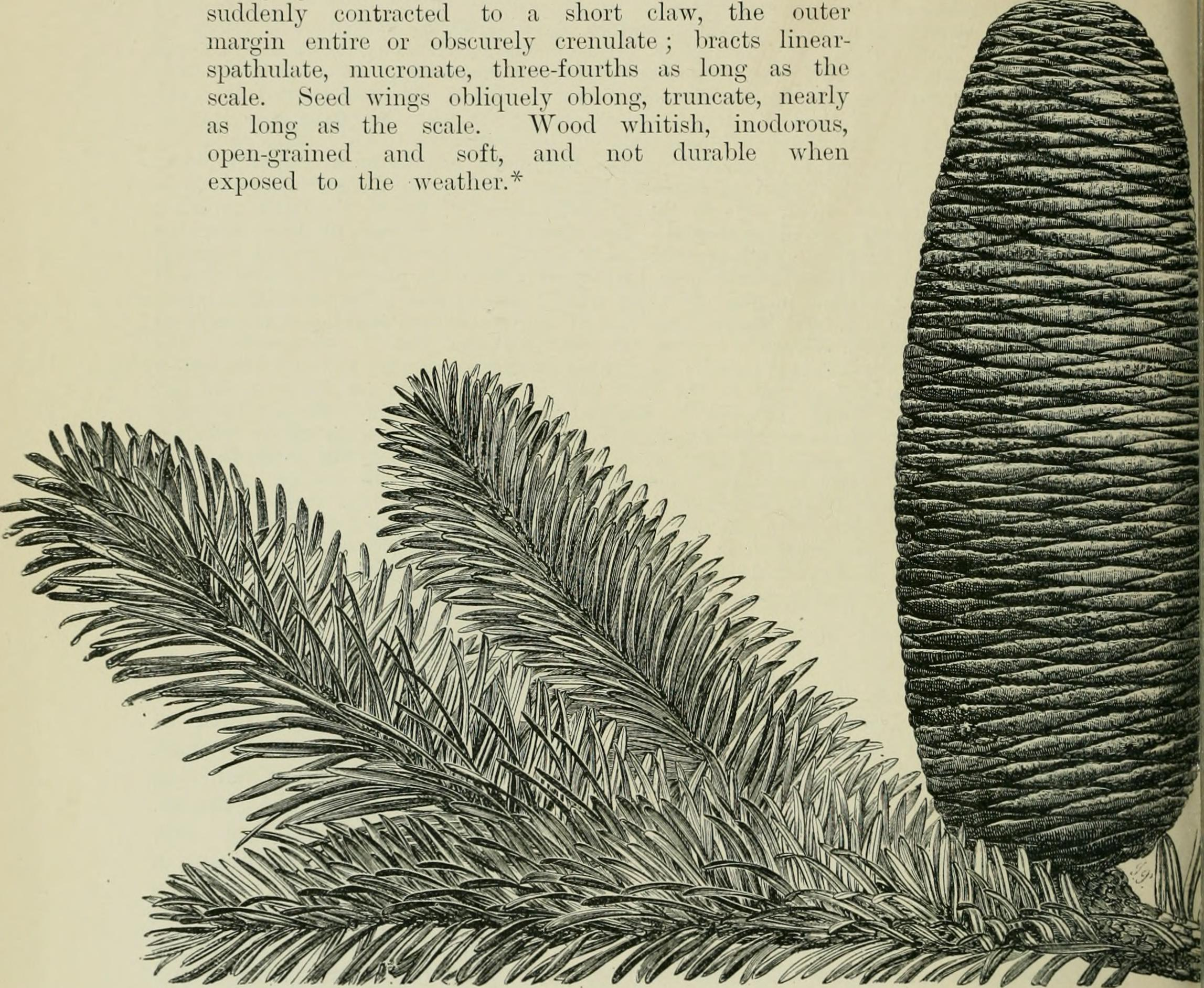
Imatge del manual de coníferes de Veitch editat en 1900, amb la descripció de l'espècie.

## Taxonomia
Abies spectabilis va ser descrita pel botànic francès Édouard Spach i publicat en Histoire Naturelle des Végétaux - Phanérogames (Tom) 11: 422. Any 1842. Anteriorment, l'escocès David Don havia publicat en Prodromus Florae Nepalensis 2: 55, any 1825, el nom Pinus spectabilis per a aquesta espècie.
Sinonímia
- Pinus spectabilis D.Don
- Pinus webbiana Wall. ex D.Don
- Picea webbiana Loudon ex D.Don
- Abies webbiana Wall. ex D.Don
- Abies chiloensis Hort.
- Abies chilrowensis Hort.
- Abies densa Griff.[8]
- Abies brevifolia (A.Henry) Dallim.
- Abies webbiana var. brevifolia A.Henry
- Picea naphta Knight
- Pinus striata Buch.-Ham. ex Gord.
- Pinus tinctoria Wall. ex D.Don[9]

Aquesta espècie hibrida lliurement amb A. pindrow formant poblacions intermèdies a la zona mitjana altitudinal de la seva distribució comuna (Vidakovic 1991).